# Min vän shejken i Stureby (TV-serie)
Min vän shejken i Stureby är en TV-serie, som sändes första gången 1997, baserad på Ulf Starks ungdomsbok med samma namn som skildrar hans uppväxt under 1950-talet.
Regissör för TV-serien var Clas Lindberg.

## Handling
Ulf bor i Stureby med sina föräldrar och sin storebror Jan. En dag får hans pappa via amatörradio kontakt med en arabisk 
schejk som han bjuder hem till sig.

## I rollerna
- David Wiik - Ulf
- Peter Sjöberg - Percy
- Claes Ljungmark - Ulfs pappa Kurt
- Ingela Olsson - Ulfs mamma Ebba
- Freja Lindström - Marianne
- Erik Lööth - Lasse
- Anna Ulrica Ericsson - Fröken
- Robbie Baines - Jan
- Klas Lagerlund - Rickberg
- Viktor Bergljung - Klas-Göran
- Göran Forsmark - Percys pappa
- Camal Ben-Hamou - Prins Talal Al Saud
- Mats Bergman - Ingenjör Åhbom
- Anna Norberg - Percys mamma
- Ahmad Al-Rikaby - Prinsens tolk
- Filip Enocson - Bengt-Åke
- Rikard Johansson
- Nils Moritz - Herr Gustavsson
- Inga Ålenius - Skolsyster
- Anneli Martini - Kondidtoriägarinnan